# التهاب الغدة الدمعية
التهاب الغدة الدمعية هو تضخم التهابي في الغدة الدمعية. ويمكن تقسيم هذا الالتهاب إلى نوعين منفصلين؛ التهاب حاد والتهاب مزمن. أسباب الالتهاب إما أن تكون عدوى ميكروبية أو بسبب مرض جهازي عام في الجسم. التهاب الغدة الدمعية المعدي قد يكون بسبب ميكروب يصل الغدة من الملتحمة عبر القنوات الدمعية.

## الصفة التشريحية للغدة الدمعية
تقع الغدة الدمعية في الجزء العلوي الخارجي من التجويف العظمي المداري أو جَوفُ الحَجَاج الذي يحوي كرة العين (بـالأنجليزيةOrbital cavity). تنقسم الغدة إلى فصين، أحداهما يوجد داخل التجويف المداري، والآخر يمتد داخل الجفن العلوي ويمكن رؤيته عن طريق انقلاب الجفن للخارج. هذه الغدة هي المسئولة عن إفراز الطبقة المائية من الغشاء الدمعي.

## أسباب التهاب الغدة الدمعية

### الالتهاب المعدي
1 - الالتهاب الفيروسي: (الأكثر شيوعا)
- النكاف: هو النوع الأكثر شيوعا خاصة في مرحلة الطفولة (بـالأنجليزية Mumps)
- فيروس إبشتاين-بار (بـالأنجليزية Epstein-barr virus)
- الحلأ النطاقي (بـالأنجليزية Herpes zoster)
- الفيروس المضخم للخلايا (بـالأنجليزية Cytomegalovirus)
- فيروس كوكساكي (بـالأنجليزية Coxsackie virus A)

2 - الالتهاب البكتيري:
- المكورات العنقودية الذهبية والعقدية (بـالأنجليزية Staphylococcus aureus and Streptococcus)
- نيسرية بنية (بـالأنجليزية Neisseria gonorrhoeae)
- لولبية شاحبة (بـالأنجليزية Treponema pallidum)
- المتدثرة الحثرية (بـالأنجليزية Chlamydia trachomatis)
- متفطرة جذامية (بـالأنجليزية Mycobacterium leprae)
- متفطرة سلية (بـالأنجليزية Mycobacterium tuberculosis)
- البوريليا البرغدورفيرية (بـالأنجليزية Borrelia burgdorferi)

3 - الالتهاب الفطري:
- المنسجات (بـالأنجليزية Histoplasmosis)
- برعمي (بـالأنجليزية Blastomycosis)

4 - الالتهاب الطفيلي: (نادر الحدوث)
- البلهارسية الدموية (بـالأنجليزية Schistosoma haematobium)
- البروتوزوا (بـالأنجليزية Protozoa)
- مضاعفات الشوكميبة القرنية (بـالأنجليزية Acanthamoeba keratitis)

### التهاب الغدة الدمعية نتيجة التهاب جهازي عام
- غرناوية (بـالأنجليزية Sarcoidosis)
- مرض جرافي (بـالأنجليزية Graves disease)
- متلازمة شوغرن (بـالأنجليزية Sjogrens syndrome)
- متلازمة الالتهاب المداري (بـالأنجليزية Orbital inflammatory syndrome)

## الاعراض

### الالتهاب الحاد
الالتهاب الحاد يبدأ بداية سريعة في عين واحدة، مع آلام شديدة، واحمرار، وضغط في الجزء فوق الصدغي من التجويف المداري.
يلاحظ بروز وانتفاخ الجفن العلوي، ومع ملامسة الجفن يكون مائل للصلابة ومؤلم. يحدث أيضا تورم بالملتحمة واحتقان بأوعيتها الدموية، مع إفراز مخاطي قيحي. نلاحظ أيضا وجود حمامي في الجفون (بـالأنجليزية Erythema of eyelids)، تضخم الغدد اللمفاوية تحت الفك السفلي وتضخم الجفن العلوي على شكل حرف S. أيضا يكون هناك جحوظ في كرة العين وتقييد لحركتها، مع نزوحها إلى الأسفل والداخل. تزداد الحالة حدة بامتداد الالتهاب إلى الفص المداري للغدة. نادرا ما تكون الحالة مصحوبة بالشوكميبة القرنية (بـالأنجليزية Acanthamoeba keratitis).
الأعراض العامة في الجسم تشمل تضخم الغدة النكفية، حمى، التهاب الجهاز التنفسي العلوي، واحساس بالتوعك العام.

### الالتهاب المزمن
الالتهاب المزمن يمكن أن يصيب العينين معا. ويكون في شكل تضخم غير مؤلم في الغدة يدوم لأكثر من شهر. هذا النوع يعد أكثر شيوعا من الالتهاب الحاد. الأعراض هنا تكون أقل شدة من النوع الحاد، وتكون الغدة متورمة ولكنها متحركة. أيضا يكون هناك سقوط خفيف بالجفن وجفاف بسيط بالعين قد يتطور أحيانا إلى جفاف شديد.

## الاختبارات المعملية

### الالتهاب الحاد
```
الاسباب والعوامل الخطرة
```

التهاب الغدة الدمعية الحاد يكون شائع بسبب عدوى بكتيرية أو فيروسية. أسباب شائعه منها بكتيريا عنقودية أو نكاف أو فيروس إبشتاين-بار أو نيسرية بنية.
التهاب الغدة الدمعيه المزمن يكون عادةً ليت بسبب العدوى. امثلة: الورم الكاذب العيني أو غرناوية أو مرض درقية العين.
الاعراض
```
انتفاخ في الجزء الخارجي من الجفن الأعلى مع احنكال وجود احمرار
الم في منطقة الانتفاخ
زيادة الإفراز
انتفاخ العقد اللمفاوية في مقدمة العين
```

الاختبارات
التهاب الغدة الدمعية يتم تشخيصه عبر فحص العين والجفن. اختبارات خاصة كاللاشعة المقطعية يمكن ان تطلب للبحث عن المسبب. في بعض الاوقات يتم أخذ خزعة لفحص إذا كان هناك ورم.
العلاج
إذا كان سبب التهاب الغدة الدمعية عدوى فيروسية كالنكاف، الراحة والتدفئة تكون هي الحل. الأسباب الأخرى، يكون لها علاج متخصص.
تطور المرض
أغلب المرضى يتعافون من هذا الالتهاب. للخالات الأكثر ضراوة كالغرناوية، تطور المرض يعتمد على حالة المريض.
المضاعفات
الانتفاخ يمكن ان يكون شديداً بحيث انه يؤثر على وضوح الرؤية. بعض المرضى في البداية يعتقدون بان لديهم التهاب ولكن يتبن ان ورم خبيث.
الوقاية
النكاف يتم الوقاية منه بالتطعيم. نيسرية بنية أو البكتيريا تمنع باستخدان الواقي. أغلب الأسباب الأخرى لايوجد لها وقاية.

### الالتهاب المزمن
عادة يكون التشخيص عن طريق الأخصائي الباطني للأمراض الجهازية العامة المسببة لالتهاب الغدة. قد نحتاج لمعلومات أكثر عن الحالة بإجراء خزعة من الغدة.

## العلاج

### الالتهاب الحاد
النوع الفيروسي الأكثر انتشارا ذاتي الشفاء، ويكفي هنا فقط اتخاذ تدابير داعمة مثل الكمادات الدافئة والراحة والعقاقير المضادة للالتهابات.
النوع البكتيري يبدأ علاجه بالجيل الأول من السيفالوسبورينات مثل الكيفلكس حتى يتم الحصول على نتائج المزرعة.
النوع الفطري والطفيلي يُعالج بعلاج السبب.

### الالتهاب المزمن
غالبا يتم علاج الحالة بعلاج السبب (المرض العام في الجسم). إذا لم يتم تراجع تضخم الغدة في غضون أسبوعين لابد من النظر في إجراء خزعة من الغدة.

## تطور المرض
أغلب المرضى يتعافون من هذا الالتهاب. في الحالات الأكثر ضراوة كالغرناوية يعتمد تطور المرض على حالة المريض. الالتهاب الحاد في غالبية الحالات يكفيه من أسبوعين إلى ستة أسابيع متابعة من بداية العلاج. في حالة الالتهاب المزمن لابد أن تكون المتابعة بالتزامن مع متابعة طبيب الرعاية الأولية لمتابعة المرض العام المسبب لالتهاب الغدة.

## المضاعفات
الانتفاخ يمكن ان يكون شديداً بحيث انه يؤثر على وضوح الرؤية.

## الوقاية
النكاف يتم الوقاية منه بالتطيعم. نيسرية بنية أو البكتيريا تمنع باستخدان الواقي. أغلب الأسباب الأخرى لايوجد لها وقاية.